# 加伊 (奧斯特羅赫區)
50°26′10″N 26°20′48″E / 50.43611°N 26.34667°E
加伊（烏克蘭語：Гай），是烏克蘭西北部的村莊，隸屬里夫內州的里夫內區。該村面積0.36平方公里，海拔高度232米，2001年人口88，人口密度每平方公里247.9人。